# Don Robinson (baseball)
Pour les articles homonymes, voir Don Robinson et Robinson.
Don Allen Robinson (né le 8 juin 1957 à Ashland, Kentucky, États-Unis) est un ancien lanceur droitier de la Ligue majeure de baseball qui évolue de 1978 à 1992.
Il joue ses 10 premières saisons chez les Pirates de Pittsburgh avant de passer aux Giants de San Francisco en 1987, où il joue jusqu'en 1991. Membre de l'équipe des Pirates championne de la Série mondiale 1979, Don Robinson était remporte le Bâton d'argent du lanceur le plus doué en offensive en 1989, 1989 et 1990.

## Carrière

### Pirates de Pittsburgh
Troisième choix des Pirates de Pittsburgh au repêchage de 1975, Don Robinson est Lanceur partant à ses trois premières saisons ainsi qu'en 1982, mais est surtout relève durant sa décennie passée avec le club. Il termine 3e du vote désignant la recrue de l'année de la Ligue nationale et 8e du vote pour le trophée Cy Young du meilleur lanceur après avoir remporté 14 victoires contre 6 défaites en 1978. En 35 matchs, dont 32 comme lanceur partant, et 228 manches et un tiers lancées (son plus haut total en une saison), Robinson maintient une moyenne de points mérités de 3,47 à sa première saison.
Il fait partie de l'équipe des Pirates championne de la Série mondiale 1979 et apparaît dans quatre matchs de la finale. Malgré trois points mérités et six buts-sur-balles en cinq manches lancées au total lors de ces quatre sorties en relève, il est le lanceur gagnant du second match de finale face aux Orioles de Baltimore.
En 1982, il remporte son sommet personnel de 15 victoires, mais encaisse 13 défaites, a une moyenne de points mérités de 4,28 et mène les lanceurs de la Ligue nationale avec 26 circuits accordés à l'adversaire.

### Giants de San Francisco
Le 31 juillet 1987, en plein cœur de la saison, les Pirates échangent Robinson aux Giants de San Francisco en retour du receveur Mackey Sasser. Son arrivée tardive contribue aux succès des Giants, qui remportent leur premier titre de la division Ouest depuis 1971. Robinson est non seulement le lanceur gagnant du match contre San Diego qui assure le titre aux Giants, mais il produit le point gagnant avec un coup de circuit pour amorcer la 8e manche. Il accorde cependant 3 points en 3 manches lancées lors de 3 sorties contre les Cardinals de Saint-Louis, et écope d'une défaite dans la Série de championnat perdue par San Francisco.
Utilisé comme swing man, c'est-à-dire tantôt comme partant et tantôt comme releveur en 1988, il s'avère brillant avec une moyenne de points mérités de 2,45. En 1989, il joue la première de deux saisons comme lanceur partant pour les Giants et mène les lanceurs de la Ligue nationale avec le plus faible nombre de buts-sur-balles accordés en moyenne : 1,7 par 9 manches lancées. Il aide le club à remporter le titre de la Ligue nationale et atteindre la Série mondiale 1989. Il amorce le 4e et dernier match de la finale, et est le lanceur perdant dans la défaite de San Francisco aux mains des Athletics d'Oakland. Membre des Giants jusqu'en 1991, il partage sa dernière saison en 1992 entre les Angels de la Californie et les Phillies de Philadelphie. 

### Bâtons d'argent
Plutôt bon frappeur, Don Robinson remporte le Bâton d'argent en 1982 pour Pittsburgh, puis en 1989 et 1990 avec San Francisco. Il frappe 13 circuits et cumule 69 points produits en carrière. Le 19 juin 1990 pour San Francisco, Robinson frappe contre Bruce Hurst des Padres de San Diego un circuit comme frappeur suppléant, devenant le premier lanceur à réussir un circuit dans ces circonstances depuis Gary Peters des Red Sox de Boston le 4 septembre 1971.